# 執念 (音樂)
執念（法語：idée fixe）原為19世紀精神醫學領域一詞彙，指人因專注於某事物，產生強迫性反覆回憶的症狀。之後，此詞漸流用於哲學、文學領域，如E·T·A·霍夫曼、克萊爾·德·杜拉斯等作家都曾使用。
在西方音樂歷史上，「執念」（或稱固定樂思）最為著名的應用，當屬埃克托·柏辽兹《幻想交響曲》一作。德國音樂學學者魯道夫·博克霍特之專文《幻想交響曲的固定樂思》（Die idée fixe der Phantastischen Symphonie，1973年）整理了《幻想交響曲》當中的固定樂思在各樂章之間的變化，較諸其它研究者經常只論述該曲第一樂章而言，是更為全面的參考文獻。隨著音樂史的推進，執念／固定樂思之概念由理查德·瓦格纳所繼承，成為知名的「主导动机」。